# Wilhelm Doegen
Wilhelm Albert Doegen (* 17. März 1877 in Berlin; † 3. November 1967 ebenda) war als Sprachwissenschaftler der Begründer und Direktor des Doegen-Tonbildmuseums und Berliner Lautarchivs.

## Leben und Wirken
Als Sohn des Magistratsbeamten Albert Doegen und seiner Ehefrau Helene Grauwinckel besuchte er das Gymnasium und Realgymnasium, welches er im Oktober 1896 mit dem Abitur abschloss. An der Universität Berlin studierte er praktische und theoretische Nationalökonomie, Handelsrecht, Kulturgeschichte, neuere Sprachen, Literaturgeschichte und Phonetik.
Im Jahre 1899 fuhr er nach Oxford und studierte bei dem englischen Linguisten und Philologen Henry Sweet (1845–1912) englische Sprache, Literatur und englische Phonetik. Bei ihm erhielt Doegen wohl entscheidende Impulse für seine späteren Lautsammlungen. Nach diesen Studien unternahm er in England und Frankreich einige Reisen.
Im Jahre 1902 leistete er seine Militärdienstzeit als Einjährig-Freiwilliger beim 2. Garde-Regiment zu Fuß (Berlin) ab. Im gleichen Jahr heiratete er Margarete Tornow. Die Prüfung für das höhere Lehrfach bestand er 1903. Mit dem Thema Die Verwendung der Phonetik im englischen Anfangsunterricht beendete er 1904 seine Studien und begann eine Tätigkeit als Studien-Referent am Lessing-Gymnasium.
Am Andreas-Gymnasium unterrichtete er im Jahre 1905, wobei er als Nebenbeschäftigung sich mit der Gründung eines Stimmenmuseums der Völker befasste. Im Jahre 1906 unterrichtete er als Oberlehrer an der Borsig-Realschule. Auf der Weltausstellung in Brüssel im Jahre 1910 hielt er im Auftrag des Kulturministeriums einen Vortrag und stellte dort einen Sprechapparat (Apparat, der Gesprochenes verständlich synthetisieren kann) vor, wobei eine Schallplatte eingesetzt werden konnte. Für diese Entwicklung erhielt er eine silberne Medaille als Auszeichnung.
In den Jahren von 1910 bis 1914 unternahm er weitere Reisen nach England und Frankreich. Eine Vortragsreise führte ihn 1914 noch nach Moskau. Bei Kriegsbeginn unterrichtete er 1914 als Militärlehrer in der Hauptkadettenanstalt in Groß-Lichterfelde. Ab 1915 war er im Auftrag der Preußischen Phonographischen Kommission als Kommissar tätig, um bis zum Ende des Krieges Stimmen, Sprache und Musik von 215 verschiedenen Volksstämmen und dazugehörige Texte aufzuzeichnen und zu sammeln. Ein wesentlicher Teil dieser Aufnahmen stammt aus deutschen Kriegsgefangenenlagern des Ersten Weltkriegs, wie dem sogenannten Halbmondlager. Die Sammlung des Berliner Lautarchivs gilt daher als 'sensible Sammlung'.
Im Jahre 1916 wurde er als Leiter der Lautabteilung der Staatsbibliothek zu Berlin ernannt, wobei er zum Titularprofessor ohne Lehrbefugnis ernannt wurde. Mit Ludwig Darmstaedter baute er ab März 1917 eine Stimmensammlung zur Autographensammlung Darmstaedter auf, die aus einer Stimmensammlung bekannter Zeitgenossen bestand. Im Jahre 1918 schlug er in einer Denkschrift die Gründung einer Lautabteilung vor, welches am 1. April 1920 zur Errichtung eines Lautarchivs führte. Bis Juni 1933 führte er den beständigen Aufbau dieses Archivs fort.
Wilhelm Doegen kam im September 1928 mit seinem Assistenten Karl Tempel nach Irland. Die beiden Männer verbrachten eine Woche im University College Cork und nahmen Sprecher aus den Grafschaften Waterford und Tipperary sowie aus East Cork auf. Die folgende Woche verbrachten sie im Mercy Convent in Killarney und nahmen Sprecher aus Kerry und West Cork auf. Die Aufnahmen für die übrigen Provinzen wurden von Karl Tempel durchgeführt, der 1930 und 1931 nach Irland zurückkehrte.
Im Jahre 1932 leitete Doegen die Arbeitsgemeinschaft für englisch-amerikanische Arbeitskunde und der internationalen Phono-Liga als Präsident. Weiterhin gehörte er der Gesellschaft für neuere Sprachen und der Deutschen Gesellschaft der Anthropologie, Ethnologie und Urgeschichte in Berlin an. Auch war er Mitglied in der Internationalen Phonetischen Gesellschaft (IPA).
Ab 1930 betrieben antisemitische Kreise eine Kampagne gegen ihn, weil er angeblich jüdischer Herkunft sei. Im Mai 1933 erfolgte seine Entlassung, obwohl die entsprechende Begründung fehlte.
Nach dem Zweiten Weltkrieg 1947 wurde er als wissenschaftlicher Bibliothekar in der Öffentlichen Wissenschaftlichen Bibliothek (ÖWB), der Nachfolgerin der Preußischen Staatsbibliothek, für das Lautarchiv angestellt. Von 1947 bis 1951 hatte er an der Pädagogischen Hochschule Berlin eine Professur für Anglistik inne, wo er als Dozent lehrte.

## Schriften (Auswahl)
- (Hrsg.) Kriegsgefangene Völker. Band 1: Der Kriegsgefangenen Haltung und Schicksal in Deutschland. Verlag für Politik und Wissenschaft, Berlin 1921.
- (Hrsg.) Unter fremden Völkern. Neue Völkerkunde. Verlag für Politik und Wissenschaft, Berlin 1925.
- Jahrbuch des Lautwesens 1931. Lehner, Berlin 1930.
- Unsere Gegner – damals und heute. Verlag Oskar Franz Hübner, Berlin-Lichterfelde 1941.